# Brezovo
Brezovo (búlgaro: Брезово) é uma cidade da Bulgária, localizada no distrito de Plovdiv. A sua população era de 1,886 habitantes segundo o censo de 2010.

## População
| Brezovo | Brezovo | Brezovo | Brezovo | Brezovo | Brezovo | Brezovo | Brezovo | Brezovo | Brezovo | Brezovo | Brezovo | Brezovo | Brezovo | Brezovo | Brezovo | Brezovo | Brezovo | Brezovo | Brezovo |
| --- | ------- | ------- | ------- | ------- | ------- | ------- | ------- | ------- | ------- | ------- | ------- | ------- | ------- | ------- | ------- | ------- | ------- | ------- | ------- |
| Ano | 1887    | 1910    | 1934    | 1946    | 1956    | 1965    | 1975    | 1985    | 1992    | 2001    | 2002    | 2003    | 2004    | 2005    | 2006    | 2007    | 2008    | 2009    | 2010    |
| População |         |         |         | …       | …       | …       | 4,460   | 3,894   | 2,280   | 2,075   | 2,037   | 1,960   | 1,944   | 1,897   | 1,912   | 1,899   | 1,898   | 1,912   | 1,886   |
| Fontes: Instituto Nacional de Estatísticas, „citypopulation.de“, „pop-stat.mashke.org“, Bulgarian Academy of Sciences |         |         |         |         |         |         |         |         |         |         |         |         |         |         |         |         |         |         |         |